# Serica taiyal
Serica taiyal är en skalbaggsart som beskrevs av Kobayashi och Yu 2000. Serica taiyal ingår i släktet Serica och familjen Melolonthidae. Inga underarter finns listade i Catalogue of Life.